# Pedro Téllez-Girón (duca 1574)
Don Pedro Téllez-Girón y Velasco Guzmán y Tovar, III duca di Osuna (Osuna, 17 dicembre 1574 – Madrid, 24 settembre 1624), è stato un politico e militare spagnolo.

## Biografia
Fu una delle personalità più importanti e controverse del regno di Filippo III di Spagna.
Combatté in gioventù nelle Fiandre contro i ribelli fiamminghi e, negli anni in cui ricoprì le cariche di viceré di Sicilia (1611-1616) e viceré di Napoli (dal 21 agosto 1616 al 4 giugno 1620), elaborò e condusse operazioni militari tese a ridurre la potenza navale dell'Impero ottomano nel mar Adriatico, nel mar Ionio e nel Canale di Sicilia, oltreché a contendere alla Repubblica di Venezia il dominio dell'Adriatico. Sostenne i pirati uscocchi e ingaggiò una guerra navale semiufficiale contro i veneziani dal 1616 al 1620. Progettò un ambizioso piano, passato alla Storia come congiura di Bedmar, per l'annessione di Venezia all'Impero spagnolo, che tuttavia fallì. Sempre negli anni in cui governò il meridione d'Italia, si distinse per la lotta alla corruzione e alla delinquenza.
La morte di Filippo III nel 1621, con la conseguente caduta del governo del duca di Lerma, provocò la subitanea caduta in disgrazia del duca di Osuna, che fu arrestato per ordine del nuovo re Filippo IV e del nuovo primo ministro, il Conte Duca di Olivares.
Morì in carcere tre anni dopo. La fama del duca di Osuna è dovuta in gran parte alla sua lunga amicizia con Francisco de Quevedo, grande poeta e scrittore barocco spagnolo, che fu per anni al suo servizio come diplomatico e che gli dedicò la famosissima poesia Memoria inmortal de D. Pedro Girón, Duque de Osuna, conosciuta in Italia come In morte del Duca di Osuna. Un verso di questa lirica fu poi ripreso da Jorge Luis Borges come esempio perfetto di metafora barocca. Il passo, celeberrimo, è il seguente: "su tumba son de Flandes las campañas / y su epitafio la sangrienta luna", cioè "la sua tomba sono le campagne delle Fiandre / e il suo epitaffio la sanguigna luna", con il chiaro riferimento alle sue battaglie contro i fiamminghi e contro i turchi, la cui bandiera comprendeva la mezzaluna dell'Islam.